# Diego Borja
Gustavo Diego Borja Cornejo (Quito, 1 de mayo de 1964) es un economista y político ecuatoriano.
Fue designado ministro de Economía y Finanzas en 2006, y elegido asambleísta constituyente por Pichincha en 2007. En diciembre de 2008 fue nombrado ministro coordinador de Política Económica. Para las elecciones presidenciales de 2025, acompañó a Luisa González como su binomio presidencial por el Movimiento Revolución Ciudadana.

## Biografía
Nació el 1 de mayo de 1964, en la ciudad ecuatoriana de Quito; siendo el hijo primogénito de una familia de clase media. Tiene seis hijos. Se casó con Maira Cedeño García desde 2018.  
Cursó estudios en el Colegio Municipal Sebastián de Benalcázar, donde obtuvo el título de Bachiller en 1981. En 1980, con tal solo 16 años de edad, inició su vida política militando en el movimiento Revolucionario Izquierda Cristiana (MRIC), tras el retorno a la democracia. 
Tras realizar estudios de Economía en la Pontificia Universidad Católica del Ecuador, obtuvo el título de Economista. Durante este tiempo, fue elegido presidente de la Federación de Estudiantes, entre 1988 y 1989. En 1992, llegó a la Universidad Católica de Lovaina (Bélgica), obteniendo una Maestría en Artes en Economía.
Fue miembro de la dirección nacional del Movimiento Ciudadano Nuevo País, que candidateó a Freddy Ehlers en las elecciones presidenciales de 1998.

### Ministro de Estado
El 29 de diciembre de 2005, fue nombrado y posesionado por el presidente Alfredo Palacio, como ministro de Economía y Finanzas del Ecuador.
Bajo su liderazgo, se aprobó una reforma a la Ley de Hidrocarburos, que permitió recuperar para el Estado ecuatoriano el 50 % de los ingresos obtenidos por las compañías petroleras privadas. Antes de esta reforma legal, algunas empresas privadas estaban contribuyendo con apenas el 18 % de sus ingresos al sector público, y obteniendo ganancias anuales equivalentes al 250 % de su inversión.
Durante su período de gestión, el ministro de Energía y Minas, Iván Rodríguez, declaró la caducidad del contrato con la compañía Occidental Petroleum Corporation, que estaba produciendo 100.000 barriles diarios. La expiración se debió a reiteradas violaciones del contrato y de la Ley de Hidrocarburos. El Ministro Diego Borja fue designado dentro de una comisión de alto nivel para supervisar la transferencia y la operación de los campos petroleros que eran previamente operados por la Occidental Petroleum Corporation, y tuvo un rol importante en la creación de la unidad administrativa formada para la operación de dichos campos.
Otro logro importante de su gestión fue la reducción de la deuda externa pública, tanto en términos absolutos como en relación con el PIB, por debajo de las metas previstas en la Ley de Responsabilidad Fiscal. Dirigió la recompra de USD 740 millones de bonos que pagaban una alta tasa de interés (los bonos Global 2012, que pagaban 12 % de interés anual). Como consecuencia, el saldo de la deuda externa pública se redujo de 10.850 millones de dólares en diciembre de 2005, a 10.305 millones en diciembre de 2006. Como porcentaje del PIB, la deuda pública externa se redujo a 25 % del PIB en diciembre del 2006.
La tasa de inflación bajó durante su período, situándose en menos del 3 % anual (por debajo de muchos países industrializados) ya que cerró en diciembre de 2006 en 2,87 % anual. En diciembre de 2006 la tasa de ocupación adecuada llegó al 45,94 %, por encima de la tasa de subocupación (45,04 %).
Durante la gestión de Borja, el crecimiento económico también se reactivó, tanto en el sector petrolero como no-petrolero. En el primer trimestre de 2006 se logró una tasa de crecimiento de 1,34 %, y para todo el 2006 la tasa de crecimiento fue del 4,3 %. El PIB en el sector petrolero creció al 2,6 %; y en las ramas no petroleras, al 4,1 %. 
La recaudación tributaria creció en un 15,1 % con respecto al año 2005, destacándose el aumento en la recaudación del Impuesto a la Renta (22,4 %). El saldo de la balanza comercial alcanzó a USD 1.443 millones en el 2006, es decir un incremento de USD 911 millones (171,2%) frente al saldo de USD 532 millones registrado en el 2005. El saldo de la balanza comercial petrolera ascendió a USD 5.228 millones en el 2006, monto superior en USD 1.073 millones (25,8%) al registrado por USD 4.155 millones en el 2005.
La Reserva Internacional de Libre Disponibilidad llegó a cerca de USD 3.000 millones en octubre de 2006, aunque para enero de 2007, se había reducido a USD 2.124 millones, tras varios cambios de Ministro que le sucedieron (Armando Rodas, Ernesto Jouvin y José Serrano).
Gracias a la reforma de la Ley de Hidrocarburos, que le permitió al Estado beneficiarse de los aumentos en el precio del petróleo, la eficiencia en la recaudación tributaria y las mejoras en la eficiencia y transparencia en el gasto público, se logró un superávit fiscal de USD 320 millones en el primer semestre de 2006, en lugar de un déficit fiscal proyectado del 0.8 % del PIB. Ese año cerró con un superávit del 3,6 % del PIB. 
(Cuando?) El Ministro Borja organizó la gestión del fondo petrolero CEREPS, estableciendo prioridades en la inversión pública, y dirigiendo dichos fondos hacia la inversión en producción y refinación de petróleo, generación hidroeléctrica, infraestructura, educación, salud y el ambiente. Durante su gestión se organizó el Sistema Nacional de Microfinanzas. También se inició la constitución de lo que, posteriormente, sería el FEISEH (Fondo Ecuatoriano de Inversión en los Sectores Energético e Hidrocarburífero), para salvaguardar los recursos petroleros adicionales para la inversión en hidroelectricidad e hidrocarburos.
Cuando Diego Borja denunció que se había introducido una alteración al reglamento para la aplicación de la Ley de Hidrocarburos, en un intento de favorecer nuevamente a las compañías petroleras privadas, el Secretario de la Administración (José Modesto Apolo) solicitó la renuncia de Borja. Sin embargo, cuando se evidenció el rol jugado por el Sr. Apolo en este cambio controversial del reglamento petrolero, el mismo Apolo se vio obligado a renunciar a su cargo de Secretario de Administración.
Como Ministro de Economía y Finanzas, Diego Borja fue nombrado Gobernador por el Ecuador ante el Banco Interamericano de Desarrollo, el Banco Mundial, la Corporación Andina de Fomento, el Fondo Latinoamericano de Reservas y el Fondo Monetario Internacional. También presidía el Frente Económico del Gobierno; propuso y obtuvo la inclusión del Ministerio de Economía y Finanzas en el Frente Social; y fue nombrado miembro de comisiones de alto nivel para la supervisión de la operación de los campos petroleros que revirtieron al Estado tras la caducidad del contrato con la Oxy.
Mantuvo este cargo hasta el 7 de julio de 2006, cuando el presidente Palacio hizo una recomposición de su gabinete; siendo reemplazado por Armando Rodas Espinel.

### Asambleísta Constituyente

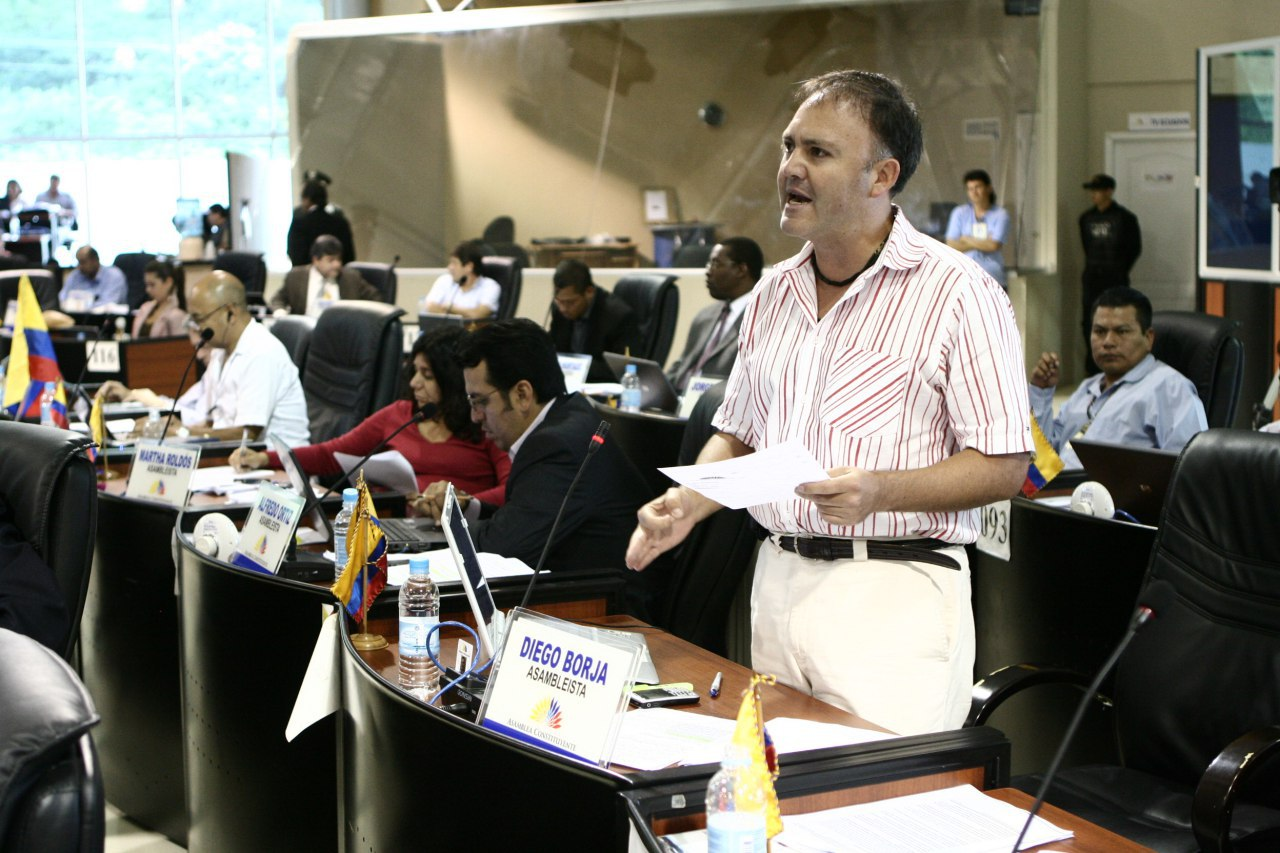
Borja en una pleno de la Asamblea Constituyente de 2007.

En 2007 fue elegido como asambleísta constituyente por la provincia de Pichincha para la Asamblea Nacional Constituyente, como parte de una alianza electoral, del movimiento político Poder Ciudadano y el partido Izquierda Democrática. 
Como asambleísta constituyente participó en la mesa n.º 6: “Trabajo, Producción e Inclusión Social”. Participó activamente en la redacción del mandato n.º 8 que eliminó la tercerización laboral, y que fue aprobado con 95 votos a favor.

### Ministro Coordinador de Estado
El 23 de diciembre de 2008, fue nombrado y posesionado por el presidente Rafael Correa, como ministro coordinador de la Política Económica.
Participó en el equipo de gobierno que llevó adelante el proceso de recompra de los bonos Global 2012 y 2030 de deuda externa, luego de que una Comisión Internacional realizara una Auditoría Integral al Crédito Público del Ecuador y determinara que existían serios vicios de “ilegalidad e ilegitimidad” en amplios tramos de la deuda externa del país. Tras la exitosa recompra de los bonos, la deuda externa del Ecuador se redujo de USD 10.047,8 millones a USD 7.126,7 millones. El pago de intereses y servicio de los bonos Global 2012 y 2030 habían significado para el país alrededor de USD 3.300 millones desde el año 2000, lo que suponía más del cien por ciento del monto global de esa deuda. El ahorro que alcanzó el país con esta operación le permitió destinar recursos para inversión social a favor de una política de inclusión social y equidad.
Borja, instrumentó el Coeficiente de Liquidez Doméstico que evitó la salida de dólares y los peligros de iliquidez para una economía dolarizada como la del Ecuador. Con esta herramienta, los bancos privados tenían la obligación de mantener al menos el 45 % de sus reservas dentro de la economía doméstica. Aquello, además favoreció al crédito interno. Dentro del objetivo de evitar que la crisis mundial vulnere el sistema monetario de dolarización se impulsó la contención a las importaciones, pues la economía venía experimentando la disminución de divisas por partida triple: caída de los precios del petróleo, disminución de la demanda de exportaciones ecuatorianas por parte de los países europeos y los Estados Unidos y disminución de remesas de los trabajadores ecuatorianos emigrantes. Esta línea de política económica favoreció a la producción nacional de productos como confecciones, calzado, alimentos, bebidas, utensilios domésticos, entre otros, que contribuyó, además, a aumentar el empleo. A pesar de la crisis, al comparar el tercer trimestre del 2009 y del 2010, el desempleo había bajado de 9,1 % a 7,5 %; y el subempleo de 51,3 % a 49,2 %. A diferencia de lo que les ocurrió a otras economías de la región, la economía ecuatoriana tuvo un crecimiento en 2009. 
Durante el período 2009-2010, se instrumentó una política de tasas de interés favorables a la producción, no solo la más grande, como en épocas pasadas, sino también a la mediana y pequeña, y al enorme sector de la economía popular y solidaria, volviendo el precio del dinero más accesible a los ecuatorianos.

### Presidente del Directorio del BCE
En abril de 2010, mientras aún se desempeñaba como Ministro Coordinador de Política Económica, Diego Borja fue nombrado Presidente del Directorio del Banco Central del Ecuador (BCE).
Durante la gestión de Borja, se permitieron el apoyo al sector de las finanzas populares, al reconocer jurídicamente a las entidades del sector popular y solidario, incluyendo a las cajas de ahorro y crédito y demás estructuras financieras locales, antes incluso de la expedición de la Ley Orgánica de la Economía Popular y Solidaria y Sector Financiero Popular y Solidario. El BCE conectó, a través de un sistema de “cabezas de red”, a las entidades más pequeñas al Sistema Nacional de Pagos y dio un tratamiento diferenciado y preferencial a este sector de la economía nacional.
También, el BCE impulsó la canalización de remesas a través del sector financiero popular y solidario; superó el monopolio que tenía el sector bancario privado para hacer el pago del Bono de Desarrollo Humano, con participación del sector financiero popular y solidario; se incluyó y capacitó a más de 140 cooperativas de ahorro y crédito en el sistema nacional de pagos.
A finales de 2011, se hicieron públicas las diferencias políticas entre Diego Borja y el gobierno de Rafael Correa. Borja afirmó que la “Revolución Ciudadana” estaba debilitándose y que se había alejado de sus raíces en el movimiento de los indignados de Ecuador, conocido como “los forajidos.” Señaló que el proyecto se distanció de los movimientos sociales de indígenas, trabajadores, campesinos y pobladores, que constituían las bases del proceso y con los cuales su gestión gubernamental estaba alineada. Borja se separó definitivamente del gobierno en agosto de 2012, al renunciar como presidente de la Comisión Presidencial encargada de la Nueva Arquitectura Financiera. En septiembre de ese mismo año, la controversia se intensificó con la eliminación del registro electoral del Movimiento Poder Ciudadano, del cual Borja era presidente, acción que fue vista como una represalia política.

### Vida posterior
El 4 de abril de 2015, Diego Borja fue invitado por la presidenta del Parlamento griego, Zoe Konstantopoulou, a formar parte del Comité de la Verdad sobre la Deuda Griega. Este comité, compuesto por 15 miembros internacionales y 15 miembros griegos, tenía como objetivo analizar y esclarecer la naturaleza de la deuda que sumió a Grecia en una profunda crisis económica. Borja participó en la elaboración del informe resultante y en diversos eventos de difusión del mismo, tanto en Grecia como en España.
En las elecciones presidenciales de 2017, apoyó al binomio de Acuerdo Nacional por el Cambio, liderado por Paco Moncayo, quien se ubicó en cuarto lugar en la contienda. 
Diego Borja ha sido profesor de Macroeconomía y Desarrollo económico en la Facultad de Economía de la Pontificia Universidad Católica del Ecuador, así como de Microeconomía en la Universidad Internacional del Ecuador. Además, ha trabajado como consultor en proyectos de desarrollo. 
Junto a otros miembros del Movimiento Poder Ciudadano, Borja continúa librando una batalla legal para que esta organización, excluida arbitrariamente del registro electoral, sea rehabilitada y pueda participar nuevamente en la vida política y electoral del país.
Diego Borja mantuvo una postura crítica frente a la decisión del gobierno de Lenín Moreno de firmar un acuerdo con el Fondo Monetario Internacional en marzo de 2019. En particular, cuestionó la eliminación de los subsidios a los combustibles, que provocó una masiva protesta en octubre de ese año, encabezada por el movimiento indígena y otras organizaciones populares, como estudiantes, trabajadores, pobladores, movimientos de mujeres y ecologistas. Asimismo, Borja criticó las reformas legales que buscaron restaurar el rol que tenía el Banco Central del Ecuador a finales de los años noventa, bajo el concepto de "autonomía institucional y técnica", así como otras reformas que, según él, responden más a las condiciones impuestas por el FMI que a las necesidades de la economía ecuatoriana.

## Obras
Diego Borja es autor del libro Optar por el Presente: Nueva Economía para un Nuevo País, publicado en el 2005; así como varios estudios publicados sobre como mejorar la competitividad y productividad en el Ecuador, entre ellos el libro El Contexto Económico de los Negocios en el Ecuador, CAF, noviembre de 1999; y coautor, Estado Actual de la Competitividad en el Ecuador, Federación Nacional de Cámaras de Industrias - CAF - MICIP, Quito, 1998.
Borja tiene un artículo en la revista Ecuador Debate, del Centro Andino de Acción Popular, titulado: “Una vía ordenada para salir de la dolarización y no morir en el intento”, publicado en agosto del año 2000.